# Cshangszong
Cshangszong (hangul: 창성군, Cshangszong-kun, handzsa: 昌城郡, RR: Ch'angsŏng-kun, ’virágzó erőd’) megye Észak-Koreában, Észak-Phjongan (P'yŏngan) tartományban.
A megye területén Kogurjo (Koguryŏ) idején egy Csangdzsong-hjon (장정현; 長靜縣, Changjŏng-hyŏn) nevű kis település volt, amely 1035-ben a Cshangdzsu (창주; 昌州, Ch'angju) nevet kapta. 1369-ben Niszong-manhobu (니성만호부; 泥城萬戶府, Nisŏng-manhobu) néven egy másik települést is alapítottak itt. 1402-ben aztán ezt a két települést egyesítették, és megyei rangra emelték ma is ismert nevén. A megyét 1438-ban tohobu (tohobu) (도호부; 都護府) rangra terjesztették fel, azonban 1895-ben ismét megye lett. 1918-ban falusi rangra mjon (myŏn) fokozták le, megyei rangját 1952-ben kapta vissza.

## Földrajza
Északról a Szuphung (Sup'ung)-tó és Kína, északkeletről Pjoktong (Pyŏktong) megye, délkeletről Tongcshang (Tongch'ang) megye, délről Tegvan (Taegwan) megye, nyugatról pedig Szakcsu (Sakchu) megye határolja.
Legmagasabb pontja az 1470 méter magas Pirebong (비래봉; 飛來峯, Piraebong).

## Közigazgatása
1 községből (up (ŭp)), 15 faluból (ri (ri)) és 1 munkásnegyedből (rodongdzsagu (rodongjagu)) áll:
| - Cshangszong-up (창성읍; 昌城邑, Ch'angsŏng-ŭp) - Kumja-ri (금야리; 錦野里, Kŭmya-ri) - Talszan-ri (달산리; 達山里, Talsan-ri) - Rakszong-ri (락성리; 洛城里, Raksŏng-ri) - Pongcshon-ri (봉천리; 峯川里, Pongch'ŏn-ri) - Sinphjong-ri (신평리; 新坪里, Sinp'yŏng-ri) - Jakszu-ri (약수리; 藥水里, Yaksu-ri) - Osin-ri (어신리; 於新里, Ŏsin-ri) - Jonphung-ri (연풍리; 鉛豊里, Yŏnp'ung-ri) | - Okpho-ri (옥포리; 玉浦里, Okp'o-ri) - Vanphung-ri (완풍리; 完豊里, Wanp'ung-ri) - Juphjong-ri (유평리; 楡坪里, Yup'yŏng-ri) - Iszan-ri (의산리; 義山里, Ŭisan-ri) - Inszan-ri (인산리; 仁山里, Insan-ri) - Phungdok-ri (풍덕리; 豊德里, P'ungdŏk-ri) - Hödok-ri (회덕리; 檜德里, Hoedŏk-ri) - Judzson-rodongdzsagu (유전로동자구; 楡田勞動者區, Yujŏn-rodongjagu) |

## Gazdaság
Cshangszong (Ch'angsŏng) megye gazdasága élelmiszeriparra, fonóiparra és gépiparra épül.

## Oktatás
Cshangszong (Ch'angsŏng) megye egy mezőgazdasági főiskolának és számos általános, illetve középiskolának ad otthont.

## Egészségügy
A megye ismeretlen számú egészségügyi intézménnyel rendelkezik, köztük saját kórházzal.

## Közlekedés
A megye közutakon Sinidzsu (Sinŭiju) és a szomszédos megyék felől közelíthető meg. A megye vasúti kapcsolattal nem rendelkezik.